# Nasiternella hyperborea
Nasiternella hyperborea là một loài ruồi trong họ Pediciidae. Chúng phân bố ở vùng sinh thái Nearctic.